# Plotínne
Plotínne (en (ucraïnès): Плотинне, en rus: Плотинное, Plotínnoie) és un poble de la República Autònoma de Crimea a Ucraïna, que el 2014 tenia 663 habitants. Pertany al districte de Bakhtxissarai. Fins al 1945 la vila es deia Gavro i fins al 1962 Otràdnoie.

## Població
Segons les dades del 2001 la composició de la població de la vila de Plotínne d'acord amb la llengua que empren és la següent:
| Llengua  | %     |
| -------- | ----- |
| Rus      | 54,63 |
| Tàtar    | 32,16 |
| Ucraïnès | 9,99  |
| Altres   | 0,15  |